# Epacris
Epacris is een geslacht uit de heidefamilie (Ericaceae). De soorten komen voor in Oost- en Zuidoost-Australië en Nieuw-Zeeland.

## Soorten
- Epacris acuminata Benth.
- Epacris alpina Hook.f.
- Epacris apiculata A.Cunn.
- Epacris apsleyensis Crowden
- Epacris barbata Melville
- Epacris breviflora Stapf
- Epacris browniae Coleby
- Epacris calvertiana F.Muell.
- Epacris celata Crowden
- Epacris cerasicollina Crowden
- Epacris coriacea A.Cunn. ex DC.
- Epacris corymbiflora Hook.f.
- Epacris crassifolia R.Br.
- Epacris curtisiae Jarman
- Epacris decumbens (I.Telford) E.A.Br.
- Epacris exserta R.Br.
- Epacris franklinii Hook.f.
- Epacris glabella Jarman
- Epacris glacialis (F.Muell.) M.Gray
- Epacris gnidioides (Summerh.) E.A.Br.
- Epacris grandis Crowden
- Epacris graniticola Crowden
- Epacris gunnii Hook.f.
- Epacris hamiltonii Maiden & Betche
- Epacris heteronema Labill.
- Epacris impressa Labill.
- Epacris lanuginosa Labill.
- Epacris limbata Kr.J.Williams & F.Duncan
- Epacris lithophila Crowden & Menadue
- Epacris longiflora Cav.
- Epacris marginata Melville
- Epacris microphylla R.Br.
- Epacris moscalianus Crowden
- Epacris mucronulata R.Br.
- Epacris muelleri Sond.
- Epacris myrtifolia Labill.
- Epacris navicularis Jarman
- Epacris obtusifolia Sm.
- Epacris paludosa R.Br.
- Epacris pauciflora A.Rich.
- Epacris petrophila Hook.f.
- Epacris pilosa Crowden
- Epacris pinoidea Crowden & Menadue
- Epacris pulchella Cav.
- Epacris purpurascens Sims
- Epacris reclinata A.Cunn. ex Benth.
- Epacris rhombifolia (L.R.Fraser & Vickery) Menadue
- Epacris rigida Sieber ex Spreng.
- Epacris robusta Benth.
- Epacris serpyllifolia R.Br.
- Epacris sinclairii Hook.f.
- Epacris sparsa R.Br.
- Epacris sprengelioides (Maiden) E.A.Br.
- Epacris stuartii Stapf
- Epacris tasmanica W.M.Curtis
- Epacris virgata Hook.f.

... · 
Acrothamnus · 
Acrotriche · 
Agapetes · 
Agarista · 
Andersonia · 
Andromeda · 
Arbutus · 
Arctostaphylos · 
Calluna · 
Cassiope · 
Chimaphila · 
Daboecia · 
Dracophyllum · 
Empetrum · 
Enkianthus · 
Erica (Dophei) · 
Kalmia · 
Leptecophylla · 
Moneses · 
Monotropa · 
Orthilia · 
(Oxycoccus (Veenbes)) · 
Pieris · 
Pyrola (Wintergroen) · 
Rhododendron (Rododendron) · 
Vaccinium (Bosbes) . 
Woollsia . 
...